# Bahár megye

Hamadán tartomány megyéinek elhelyezkedése

Bahár megye (perzsául: شهرستان بهار) Irán Hamadán tartománynak egyik nyugati, középső megyéje az ország nyugati részén. Északon és északkeleten Kabudaráhang megye, keleten Hamadán megye, délen Tujszerkán megye, délnyugatról Aszadábád megye, nyugatról Kermánsáh tartomány határoljak. Székhelye a 27 000 fős Bahár városa. Legnagyobb városa a 14 600 fős Láledzsin. További városai még: Mohádzserán és Szálehábád. A megye lakossága 121 590 fő. A megye három további kerületre oszlik: Központi kerület, Láledzsin kerület és Szálehábád kerület.

## Fordítás
- Ez a szócikk részben vagy egészben  a   Bahar County című angol Wikipédia-szócikk ezen változatának fordításán alapul.  Az eredeti cikk szerkesztőit annak laptörténete sorolja fel. Ez a jelzés csupán a megfogalmazás eredetét és a szerzői jogokat jelzi, nem szolgál a cikkben szereplő információk forrásmegjelöléseként.